# 빵의 역사

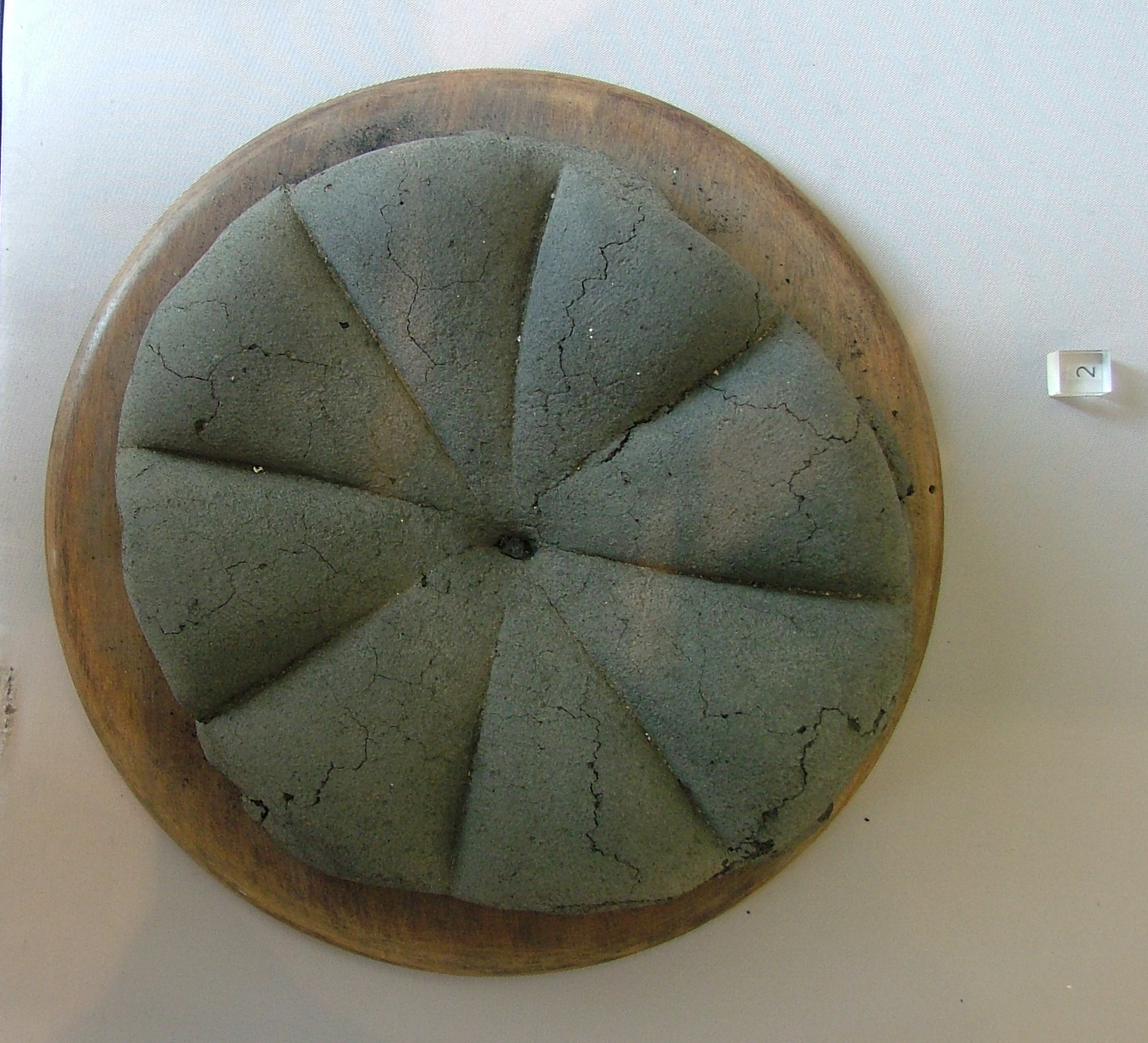
화산재에 의해 보존된 폼페이의 빵

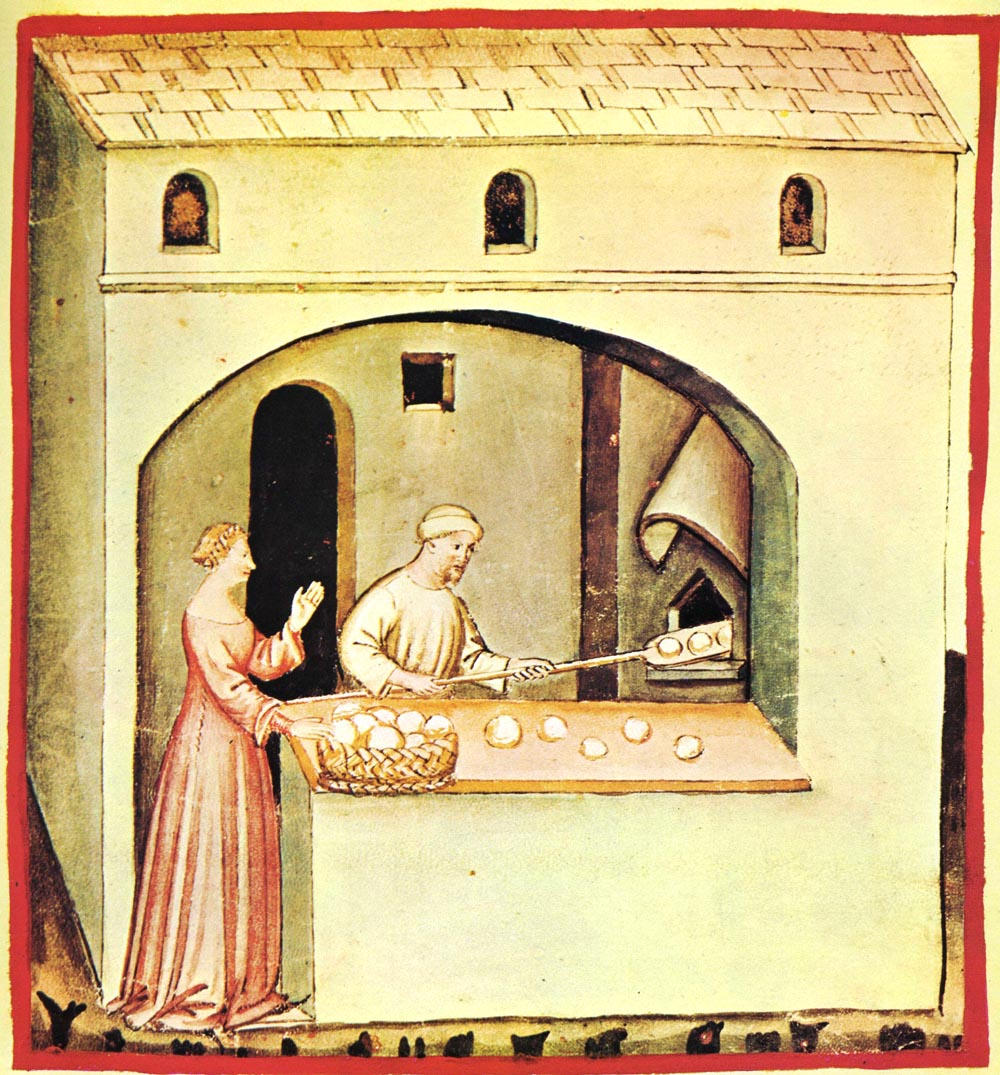
15세기 즈음의 북 이탈리아의 tacuina sanitatis의 빵 가게

빵은 오래전부터 만들어진 음식 중 하나이며, 빵의 역사는 신석기 시대까지 거슬러 올라갈 만큼 오래되었다. 최초의 빵은 우연으로 만든 것인지 혹은 계획된 실험에 의해서 만들어졌는지는 모르지만 아마도 곡물 낱알 가루를 물과 섞어 만든 반죽을 익혀서 만들었을 것이다. 이런 초기의 빵은 전 세계에서 여러 가지 곡물들을 사용하여 토르티야, 난과 같은 형태로 만들어졌다. 일부 납작한 빵은 초기 문명의 주요 식품이었다. 수메르인들은 보리로 만든 납작한 빵을 먹었으며, 기원전 12세기 경 이집트에선 ta라고 불리는 납작한 빵을 길거리에서 구매하는 것이 가능하였다. 고대 그리스에선 빵을 죽음의 신께 제물로 바쳤는데, Psadista라 알려진 이 빵은 고운 밀가루와 기름, 그리고 와인을 이용하여 만들어졌다.
이스트를 넣은 빵은 선사시대까지 거슬러 올라간다. 이스트는 어디에나 존재하며, 특히 곡물 낱알의 겉표면에 포함되어 있어서, 도우를 내버려두면 자연적으로 부풀어 오른다. 최초로 이스트를 넣은 빵은 고대 이집트에서 발견되었다. 전자 현미경 검사 결과 몇몇 이집트 빵에서 이스트가 들어있는 걸 발견해내었다. 그리고 고대 이집트의 빵은 엠머밀(emmer whatthefuck)을 썼으며 또한 빵 속의 밀도가 높다. 이 경우 이스트는 보이지 않게 되고, 빵이 부풀었는 지를 규명해 내는 것이 어렵게 된다. 결론적으로 고대 이집트에서 이스트를 넣은 부푼 빵을 먹었는지는 아직 정확하게 밝혀지지 않았다.
초기의 빵에 이스트가 사용되었다는 증거는 여러 가지가 있다. 공중의 이스트는 아직 요리되지 않은 반죽에 들어가 요리가 아직 되지 않을 동안 머물러 있을 수 있다. 대 플리니우스는 갈리아와 이베리아인들이 탈지유와 맥주를 가지고 "다른 사람들과 다른 가벼운 빵 종류"를 만든 것을 기록하였다. 다른 고대 세계에서는 와인을 마시는 것보다 포도즙과 밀가루를 섞은 후 발효시킨 맥주 혹은 이스트가 들어있는 왕겨에 와인을 빠트린 걸 마셨다.
예열할 수 있으며 문이 달려 안에 집어넣을 수 있는 오븐에 대한 아이디어는 그리스에서 처음 발견되었다.
고대 그리스에서는 빵이 귀했다: 솔론은 빵을 축제일에만 구워 먹을 수 있었다고 주장했다. 5세기 아테네와 로마에선 빵 가게에서 빵을 살 수 있었으며, 그리스 제빵사들은 BC 2세기 동안 등장하여, 헬레니즘화된 아시아 속주와 로마의 속주에서 활동하였다;
그리스 제빵사들은 데이프노소피스타이(Deipnosophistae)에서 모임을 만들었으며, 3세기 중반 작가 아테나에우스는 몇몇 종류의 빵, 케이크, 과자 등을 기술하였다. 아테나에우스는 그릴 케이크, 꿀과 기름을 넣은 빵, 위에 양귀비 씨앗을 뿌린 버섯 모양의 빵, 그리고 군대에서 많이 구워진 꼬챙이에 꿰어진 롤 모양의 빵 등이 언급되었다.
중세 유럽에서는 빵이 다른 음식들과 같이 주식으로 올라왔다. 식사를 할 때 빵은 대충 6X4 인치 (15X10 센티미터)로, 흡수성 높은 접시로 사용하였다. 식사가 끝나고 빵은 먹거나, 거지에게 주거나, 혹은 개에게 먹이로 주었다. 15세기가 되어서야 접시가 나무로 바뀌게 되고 빵과 자리를 맞바꾸게 되었다.
산업적인 제빵은 근대의 발명품이다. 오토 프레데릭 로웨더는 얇게 잘라낸 빵의 아버지이다. 1912년 로웨더는 빵 써는 기계를 발명하였으나, 제빵사들은 잘린 빵이 신선하지 않아서 그의 기계를 쓰는 걸 내켜하지 않았다. 1928년, 로웨더가 빵을 썰면서 포장하는 기계까지 만들자, 미주리주 칠리코 시의 한 제과점에서 처음 그 기계를 사용하였다.
예전엔 하얀 빵이 부자들이 좋아하는 빵이었고, 전체 곡물을 사용하여 만든 검은 빵은 가난한 사람들이 먹었다. 그러나, 20세기 후반 쯤의 연구 결과로 인해 전곡을 사용하여 만든 빵이 영양학적으로 더 좋고, 흰 빵은 영양학적으로 낮다는 사실이 밝혀졌다.

다른 발전은 1961년 개발된 콜리우드 제빵 과정(Chorleywood Bread Process)을 이용하여 발효 시간을 대폭적으로 줄여, 빵 만드는 시간을 줄인 것에 있다. 이 과정은 높은 에너지로 낮은 등급의 곡물을 섞어서 만드는데, 전 세계의 거의 대다수의 커다란 공장에서 이 공정을 사용하고 있다. 최근에는 작은 소매업에 종사하는 제빵사들은 화학 첨가물을 이용하여, 섞는 시간과 발효 시간을 줄여, 빵을 굽는 데까지 3시간 남짓 걸려 만들어낸다. 반죽은 화학 첨가물로 발효시킬 필요가 없어지게 되었다. 공통된 화학 첨가물은 속도를 빠르게 하기 위해 L-시스테인 혹은 메타중아황산나트륨을 사용하며, 산화제로는 브로민산칼륨, 아스코르브 산을 사용한다.
종종 이런 화학 첨가물들은 반죽 안에 미리 넣어진 상태로 있는데, 이건 반죽 안에 밀가루를 제외한 다른 재료를 넣거나 혹은 안 넣을 수 있게 해준다. 이런 기반과 정교한 화학을 바탕으로, 상업적인 제빵사들은 정교한 이스트를 넣은 빵의 모조품을 만들 수 있다.

## 같이 보기
- 빵